# 惠氏唇脂鯉
惠氏唇脂鯉，為輻鰭魚綱脂鯉目脂鯉亞目脂鯉科的其中一個種。分布於南美洲Mucuri與Doce河流域，體長可達41.3公分，棲息在底中層水域，屬草食性，生活習性不明。